# Димитър Евтимов
Димитър Иванов Евтимов е български футболист, вратар на Ботев Враца.

## Състезателна кариера
Започва да тренира футбол през 2000 г. в школата на Волов Шумен, където негов първи треньор е Стоян Чешмеджиев.
На 15-годишна възраст изкарва проби в ДЮШ на Левски София, но от там го обявяват за безперспективен и го отпращат. Тогава получава предложение да продължи развитието си в школата на Христо Стоичков Чавдар Етрополе, където негов треньор е Атанас Манушев, а по-късно Атанас Атанасов-Орела. Става шампион в Елитната юношеска група до 17 години., както и при 19-годишните.
Доброто му представяне не остава незабелязано и редица европейски „грандове“ проявяват интерес към талантливия младок, сред които ПСВ Айндховен, Ливърпул, Селтик и Глазгоу Рейнджърс. През 2010 година изкарва проби в Манчестър Юнайтед, но до трансфер не се стига.
На 15 април 2011 година подписва 2-годишен ученически договор с двукратния европейски клубен шампион Нотингам Форест, където треньор му е Били Дейвис.
В края на същата година е пратен под наем за по един месец да трупа опит в аматьорските Илкестон и Ню Менър Граунд 
На 14 февруари 2013 година подписва първи професионален договор с Форест и е втори вратар на представителния тим. Само за две години в Англия и едва 19-годишен Димитър Евтимов придобива треньорски лиценз „Б“ и от година работи и тренира деца.
На 24 март 2013 година на официална церемония в Лондон, на която присъстват над 600 гости от всички английски клубове, Димитър Евтимов е обявен за Новобранец на годината в Чемпиъншип.
Официалният си дебют за първия отбор на Нотингам прави на 21 април 2014 година за победата с 0:2 при гостуването на Лийдс.
На 25 юли 2014 година подписва с Нотингам нов 2-годишен договор.На 17 юли 2020 г. подписва с ЦСКА София. На 9 юни 2022 преподписва с ЦСКА за още един сезон. На 11 юли 2024 е даден под наем на Кармиотиса Пано Полемидия Кипър. След края на сезон 2024/25, договора му с ЦСКА не е подновен.

## Национален отбор
Получава първата си повиквателна за юношеския Национален отбор с треньор Атанас Атанасов-Орела през 2010 г. Участва в квалификациите за Европейско първенство по футбол за юноши до 19 г..
Дебютът му за юношеския национален отбор е на 7 октомври 2010 г. срещу Сърбия.  В същите квалификации записва два мача срещу Северна Ирландия  и по един срещу връстниците си от Русия  и Босна и Херцеговина
Получава повиквателна и за младежкия национален отбор на България, воден от старши треньора Михаил Мадански. На 23 март 2013 година прави дебют за младежите в контрола срещу Сърбия. Участва в европейските квалификации срещу връстниците си от Естония, Русия и на два пъти срещу Андора.

## Личен живот
Син е на дългогодишния футболист на Волов Шумен – Иван Евтимов-Лисика 

## Успехи
ЦСКА (София)
- Купа на България (1): 2021